# Emmanuel de Perceval
Pour les articles homonymes, voir Perceval (homonymie).
Emmanuel-Joseph-Ghislain de Perceval, né à Nivelles le 30 mars 1731 et décédé à Malines le 15 avril 1800, est un administrateur des Pays-Bas autrichiens.

## Biographie
Issu d'une famille patricienne nivelloise, son arrière grand-père, Adrien Perceval (1622-1678), receveur, échevin et rentier de Nivelles, lieutenant grand-bailli du Roman Païs, marié à sa cousine Jeanne Marie Fortamps (descendante de Lambert Compère), est député auprès du roi de France Louis XIV en juin 1667 pour le prévenir que la ville de Nivelles n'opposera pas de résistance.  Emmanuel-Joseph-Ghislain de Perceval est le fils de Jean-Guillaume (1690-1737), échevin de Nivelles, et de Catherine de Hennau,. Deux de ses frères suivent la carrières des armes au service du royaume de France, Jean-Antoine dans les Gardes françaises et Charles-Grégoire-Ghislain dans la bataille de Saint-Denis, qui mourra en Hongrie, et une de ses sœurs sera religieuse.
Bailli et maïeur de Bornival en 1757, Emmanuel de Perceval s'installe à Malines en 1759, à la suite de sa nomination, en remplacement de Philippe-Godefroid-Emmanuel de Francquen, en tant que conseiller-receveur général des domaines, aides et subsides pour la ville et province de Malines, lieutenant de la Cour féodale et stathouder de l'empereur d'Autriche pour la ville et province de Malines,. Il est également receveur des biens des jésuites de Malines. Conseiller intime et commissaire spécial près de la Cour d'Autriche, il est conseiller du Secret auprès de cette Cour.
Il occupa les fonctions de receveur général et de lieutenant de la cour féodale jusqu'à l'envahissement des troupes françaises républicaines en Belgique en 1795. Il est anobli par la Maison d'Autriche pour ses services rendus le 28 février 1784.
Voyageant beaucoup, il aura traversé la Hollande, l'Allemagne, l'Autriche, la Hongrie, la Pologne, l'Italie, la Suisse et la France.
Il épouse en premières noces, en 1765, Barbe van Slabbeek (seconde épouse et veuve du père de Mgr Corneille-François de Nélis et du bourgmestre Jean-Charles de Nelis, fille de Jean-Baptiste van Slabbeek et de Catherine Antoinette Vermeulen, et sœur du chevalier Jean Charles van Slabbeek, conseiller et avocat-fiscal de S.M. au Grand conseil des Pays-Bas à Malines) et en secondes noces, en 1785, Anne-Marie-Françoise Vermylen, sœur du bourgmestre Jean Joseph Vermylen-Neeffs. Il est le père du député Jean-Henri de Perceval.
En 1770, il fait poser dans l'église des Récollets de Nivelles deux pierres sépulcrales embellies d'écus timbrés à la place de celles des époux Perceval-Craven et Perceval-Posty. Il qualifiait aussi son épouse de "madame". Par ces actes, il tentait insidieusement de faire croire que sa famille jouissait d'un statut noble. Ce remplacement d'armes et ce qualificatif injustifiés ne passèrent pas inaperçus et il fut donc poursuivi. Néanmoins, son statut et ses charges plaidaient en sa faveur ; il fut par la suite anobli officiellement le 28 février 1784,.

L'hôtel Perceval, à Malines.

Perceval est à la tête d'une important patrimoine, terrien notamment. En 1787, il achète à Adriana Van Kerrenbroeck, pour la somme considérable de 11 662 florins, l'hôtel du Goswin de Stassartstraat 24 à Malines. Il acquiert également l'ancien couvent des Carmélites de Malines en 1788,. L'« Aperçu de la fortune apparente des corps religieux et des particuliers d'après le tableau ou relevé de la répartition de la première contribution et selon l'opinion publique » estime ses actifs à plus de 100 000 florins en 1796.
Le violoniste et compositeur Carlo Tessarini lui dédie la traduction française de son ouvrage Grammatica di musica, insegna il modo facile e breve per bene imparare di sonore il violino su la parte, ect ; da Carlo Tessarini di Rimini, professore di violino.
Mort à Malines le 15 avril 1800, il est inhumé à Heffen, sous un monument orné des armes modernes de sa famille. À droite de la porte d'entrée de l'église d'Heffen, une pierre tombale impressionnante est placée dans le mur avec le texte suivant : « A la Mémoire de Messire Emmanuel Joseph De Perceval, né à Nivelles le 30 mars 1731, Conseiller receveur-général pour la Ville et Province de Malines, lieutenant de la Cour féodale de S.M. I. et R. d'Autriche Souverain des Pays-Bas, Décédé a Malines le 15 avril 1800. Époux de Dame Anne Marie Françoise Vermylen, Née a Malines le 31 mars 1763 y décédée le 5 octobre 1826. Et Messire Jean Henry Emmanuel Joseph De Perceval, Leur fils, né a Malines le 2 août 1786, ancien Maire de la Commune de Putte, Président de l'Administration des hospices civils de Malines, Conseiller provincial, Membre de la Chambre des Représentants, Bourgmestre de Malines, y décédé le 16 mars 1843. Époux de Dame Antoinette Françoise Jacqueline Van den Nieuwenhuysen, enterrés a Heffen et reposant près cette pierre. Priez pour eux ». Une maison dont il était propriétaire à Heffen devient le presbytère de la paroisse en 1829.

## Sources
- J. Gailliard, Bruges et le Franc ou Leur magistrature et leur noblesse, Bruges 1862.
- Archives des Chambres des Comptes, Bruxelles, 1845
- Félix-Victor Goethals, Dictionnaire généalogique et héraldique des familles nobles du royaume de Belgique. Tome 4, Bruxelles 1852
- (nl) Herwig de Lannoy, Jean Henri de Perceval (1786-1842), '"maire" van Putte, de eerste liberale burgemeester van Mechelen en volksvertegenwoordiger, 2011
- Erik Aerts, Administratieve briefwisseling van de hervormde Rekenkamer (1787-1789), Algemeen Rijksarchief, 1988